# Degrés (roman)
Degrés est un roman français de Michel Butor paru en 1960.

## Résumé
Trois narrateurs différents relatent la même heure de cours durant laquelle un professeur raconte, à ses élèves de seconde d'un lycée parisien, le voyage de Christophe Colomb vers l’Amérique.

## Éditions
- Degrés, Gallimard, 1960.